# Cane Grove
Cane Grove es una localidad de Guyana en la región Demerara-Mahaica. 
Se ubica en la ribera del río Mahaica a aproximadamente 8 km de su desembocadura en el Océano Atlántico.  

## Demografía
Según censo de población 2002 contaba con 1667 habitantes. La estimación 2010 refiere a 1751 habitantes.
Población económicamente activa
| Dato      | Funcio narios | Profesionales y técnicos | Clero | Comercio y Servicios | Act. agrícolas | Act. industriales | Ocup. elementales | S/D | Total |
| --------- | ------------- | ------------------------ | ----- | -------------------- | -------------- | ----------------- | ----------------- | --- | ----- |
| Población | 6             | 16                       | 14    | 105                  | 119            | 44                | 195               | 587 | 1086  |